# Мбала Мбала, Дьедонне
Дьедонне Мбала Мбала (фр. Dieudonné M'bala M'bala, известный под сценическим псевдонимом Dieudonné; род. 11 февраля 1966, Фонтене-о-Роз, О-де-Сен, Иль-де-Франс, Франция) — французский комедиант, актёр, политический активист и антисемит, многократно осуждённый во Франции и Бельгии. Его отцом был камерунец, а матерью — француженка.

## Актёрская карьера и антисемитизм

### Переход от левых к крайне правым взглядам
Первоначального успеха добился вместе с еврейским комедиантом Эли Симоном, обыгрывая расовые предрассудки. Изначально придерживался левых взглядов, был активен в кампании против расизма, безуспешно участвовал в выборах в Дрё, выступая против партии Национальный фронт как расистской. Добился популярности как комедийный актёр в таких фильмах, как «Астерикс и Обеликс: Миссия «Клеопатра»» (2002).
Однако в дальнейшем Дьедонне стал выражать крайне правые взгляды, вновь и вновь обращаясь к теме евреев и Израиля. В январе 2002 года он характеризовал «евреев» как «секту, мошенничество». По выражению критиков в 2003 году, он «пересёк черту антисемитизма». Он сблизился с Аленом Соралем и со своими бывшими оппонентами из Национального фронта; в 2008 году Марин Ле Пен стала крестной матерью его дочери. Комик приглашал на своё шоу известного отрицателя Холокоста Робера Фориссона, чтобы вручить ему приз; Дьедонне также назвал Холокост «порнографией памяти», за что был приговорён к штрафу. Выступая в бельгийском городе Эрсталь в 2012 году, он призывал христиан и мусульман объединиться, чтобы убивать евреев, что бельгийский суд счёл подстрекательством к геноциду, приговорив Дьедонне к двум месяцам заключения и штрафу. В 2013 году он предположил, что известный журналист-еврей должен находиться в «газовой камере».

### Поддержка исламизма и терроризма, отрицание Холокоста
В 2002 году Дьедонне заявлял, что предпочитает «харизму бен Ладена, а не Буша». Вместе с Тьерри Мейсаном он распространял теорию заговора о том, что теракты 11 сентября 2001 году устроили сами США. В 2006 году Дьедонне посетил Ливан, где встретился с лидерами и боевиками террористической организации «Хезболла», созданной в Ливане Исламской республикой Иран. Комик связан с Махмудом Ахмадинежадом, президентом Ирана с 2005 по 2013 год, называвшим Холокост мифом. В 2009 году Дьедонне ездил в Иран и встречался с Ахмадинежадом, который в 2015 году, во время очередной встречи, назвал Дьедонне своим «старым другом», сфотографировавшись в обнимку с ним. Дьедонне поддерживал антисемитскую риторику Ирана и «Хезболлы». Он назвал бар в своём театре «Клуб Хезболла»; в 2013 году снимался в шарфе террористической организации «ХАМАС» и высказывался в их поддержку.
Сам Дьедонне назвал Холокост «порнографией памяти». 26 декабря 2008 года он пригласил на свое шоу известного отрицателя Холокоста Робера Фориссона. На сцене мужчина, одетый как депортированный еврей с жёлтой звездой на груди, вручил Фориссону «Приз за непоколебимость и смелость» (фр. Prix de l’infréquentabilité et de l’insolence).

### Запрет шоу в 2014 году и дальнейшая карьера
К концу 2013 году Дьедонне был семь раз осуждён французским судом за диффамацию, оскорбления, разжигание ненависти и расовую дискриминацию. Министр внутренних дел Франции Мануэль Вальс заявил, что Дьедонне уже не комик, а антисемит и расист.
9 января 2014 года его шоу было запрещено Государственным советом Франции. Высказывалось мнение, что санкции властей увеличили популярность Дьедонне среди его целевой аудитории, «социально-расового среза французского общества, считающего себя обделёнными французской элитой».

12 января 2015 года, после состоявшегося накануне марша против терроризма в связи с терактом 7 января 2015 года в редакции Charlie Hebdo и терактом в магазине кошерных продуктов в Париже 9 января 2015 года, где был задействован террорист Амеди Кулибали, Дьедонне в своём Twitter заявил, что ощущает себя «Шарли Кулибали». Запись сразу вызвала общественное осуждение, прокуратура Парижа в тот же день начала расследование, поэтому Дьедонне разместил объяснение. 
 Во время марша, в котором приняли участие 1,5 млн человек, все его участники осознавали себя «Шарли» и ощущали единство. Но когда он возвращался обратно — остро чувствовал себя одиноким и преследуемым. Он вспомнил, что его подвергают проверкам, травят в СМИ и называют «врагом номер один». Выходит, писал Дьедонне, к нему относятся не как к «Шарли», хотя он тоже страдает за свободу слова. Скорее, его преследуют и третируют как террориста Кулибали, пишет Libération. 
 Утром 14 января Дьедонне был арестован по обвинению в апологии терроризма и затем приговорён к штрафу и условному заключению; его апелляция в ЕСПЧ была отклонена.
30 июня 2020 года канал Дьедонне на YouTube был закрыт в рамках усилий по удалению расистского контента.

## Уголовные эпизоды, не связанные с политикой
5 июля 2019 года приговорён к трём годам заключения (из них год — условно) и 200 тыс. евро штрафа за уклонение от налогов, отмывание денег и злоупотребление социальными пособиями. Исправительный суд Парижа приговорил подругу Дьедонне Ноэми Монтань (Noémie Montagne) как управляющую их общей компанией Productions de la Plume к 18 месяцам заключения условно за уклонение от уплаты НДС и злоупотребление социальными выплатами служащим.

## Участие в выборах
Дьедонне неоднократно выставлял свою кандидатуру на выборах разного уровня, но ни разу не добился успеха. В 1997 году он боролся за место в Национальном собрании от 2-го округа департамента Эр и Луар (город Дрё), где ему противостояла кандидат Национального фронта Мари-Франс Стирбуа, а на выборах 2012 года он представлял в том же городе Антисионистскую партию. На европейские выборы 2004 года пошёл при поддержке ассоциации ЕвроПалестина, а в 2009 году — по антисионистскому списку, который поддержали 1,3 % избирателей в регионе Иль-де-Франс.

## Жест «кнель»
На предвыборном плакате партии 2009 года Дьедонне Мбала Мбала предстал, демонстрируя придуманный им задолго до того жест «кнель». Еврейскими организациями этот жест, напоминающий перевёрнутый нацистский салют, считается оскорбительным.